# Benjamin Whitmer
Pour les articles homonymes, voir Whitmer.
Ne doit pas être confondu avec B.J. Whitmer.
Benjamin Whitmer est un écrivain américain né en 1972.

## Biographie
Benjamin Whitmer a grandi dans le Sud de l'Ohio et au Nord de l'État de New York. Il est l'auteur de plusieurs romans, Pike, Cry Father et Évasion, publiés en France par les éditions Gallmeister. 
Son roman Pike est en cours d'adaptation cinématographique d'après un scénario de François Médéline.
Il est lauréat du prix Libr'à Nous (polar) 2019 pour Évasion.

## Œuvres
- (en) Pike, Oakland, Californie, PM, 2010 (ISBN 978-1-60486-436-6) Publié en français sous le titre Pike, traduit par Jacques Mailhos, Paris, Gallmeister, coll. « Noire », 2012  (ISBN 978-2-35178-057-2)
- (en) Cry Father, New York, First Gallery Books, 2014, 320 p. (ISBN 978-1-4767-3435-4, présentation en ligne) Publié en français sous le titre Cry Father, traduit par Jacques Mailhos, Paris, Gallmeister, coll. « Neonoir », 2015  (ISBN 978-2-35178-089-3)
- (en) Old Lonesome, 2018 Publié en français sous le titre Évasion, traduit par Jacques Mailhos, Paris, Gallmeister, coll. « Americana », 2018  (ISBN 978-2351781876)
- (en) The Dynamiters, 2020 Publié en français sous le titre Les Dynamiteurs, traduit par Jacques Mailhos, Paris, Gallmeister, coll. « Americana », 2020  (ISBN 978-2351782293)
- (en) Dead Stars Publié en français sous le titre Dead Stars Paris, Gallmeister, coll. « Americana », 2024